# يانوس فارغا

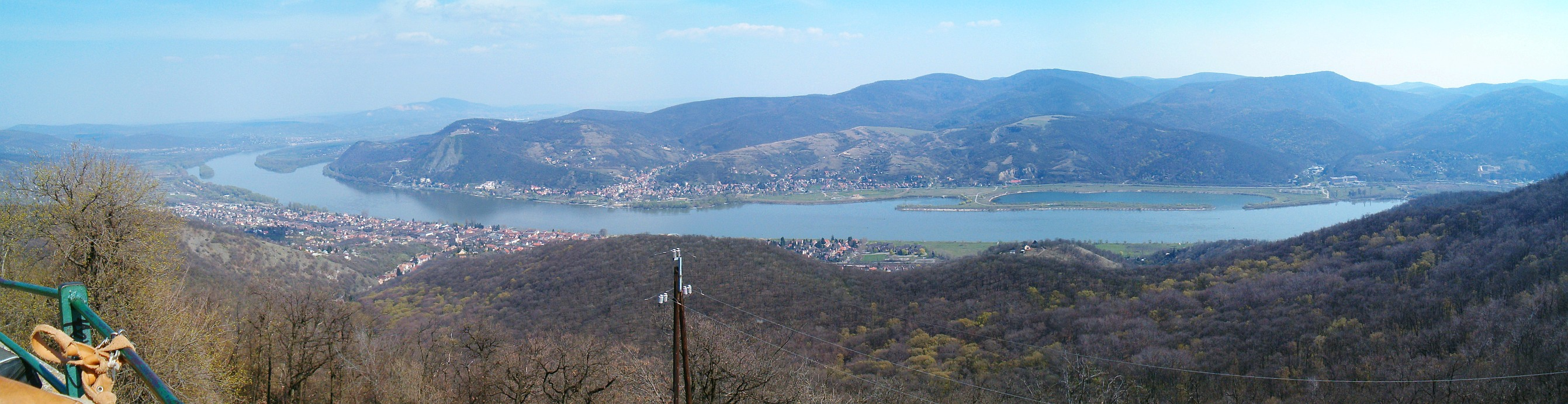
ناجيماروس هي بلدة في مقاطعة بشت، المجر.

يانوس فارغا (مواليد 1949) عالم أحياء وبيئي ومصور مجري. نظم معارضة على وجه الخصوص ضد سد ناجيماروس المتوقع في نظام نهر الدانوب. أسس دونا كور، وهي حركة بيئية.

## التعليم والوظيفة
تخرج فارغا من جامعة جوزيف أتيلا، سيجد في عام 1977 حيث حصل على درجة الماجستير في علم الأحياء. أصبح كبير المستشارين البيئيين للحكومة المجرية في عام 1998 لكنه ترك وظيفته في عام 2000.

## ناشط اجتماعي وبيئي
كان فارغا نشطًا لإنقاذ نهر الدانوب وموطن أكثر من 200 نوع من الحيوانات والنباتات في حوالي عام 1981 بسبب خطط بناء سد كان من شأنه أن يغمر 150.000 فدان من الغابات. كان من الممكن أن يؤدي ذلك إلى تحويل الحيوانات والنباتات في نهر الدانوب إلى موقع صناعي. من أجل منع السلطات من بناء السد، أسس جمعية دونا كور (دائرة الدانوب) في عام 1984 والتي كانت ضد المشروع. خضعت منشورات فارغا حول سد ناجيماروس للرقابة من قبل السلطات المجرية. على الرغم من هذه الحقيقة، نجح فارغا في نشر معلومات حول العواقب والمخاطر المحتملة لبناء السد على الحياة البرية والسكان المحليين. قام بتنظيم مسيرة مع أعضاء دونا كور حول موقع السد الذي قمعته الشرطة. في ذلك الوقت كان يعمل كمحرر في مجلة علمية، وهي وظيفة أُستُغني عنها بسبب مشاركته في الأنشطة البيئية. من أجل توعية العالم بخطط بناء السد، نظمت دونا كور العديد من التظاهرات ومؤتمر دولي (1988) بمساعدة الصندوق العالمي للطبيعة. ونتيجة لذلك، أيد أكثر من 150 ألف شخص التماس إجراء استفتاء وطني حول السد.
ينشر فارغا مقالات ويقدم محاضرات حول القضايا البيئية لإدارة المياه وإنشاءات المياه من عام 1981.

## الجوائز
- حصل يانوس فارغها على جائزة جولدمان في عام 1990،[3]
- حصل على جائزة رايت لايفليهود في عام 1985.
- مُنح جائزة رايت لايفليهود نظرًا لالتزامه بالحفاظ على الحياة البرية لنهر الدانوب وتأمين الوصول إلى مياه الشرب للسكان المحليين.
- منحت مؤسسة جائزة رايت لايفليهود الجائزة لفارجا "... للعمل في ظل ظروف صعبة بشكل غير عادي للحفاظ على نهر الدانوب، وهو جزء حيوي من بيئة هنغاريا".

## روابط خارجية
- يانوس فارغا